# 塔韦尔内斯夫兰克斯
塔韦尔内斯夫兰克斯，是西班牙巴伦西亚自治区巴伦西亚省的一个市镇。总面积1平方公里，总人口8653人（2001年），人口密度8653人/平方公里。